# Liste der Universitäten in Minnesota
Liste von Universitäten und Colleges im US-Bundesstaat Minnesota:

## Staatliche Hochschulen
- Associated Colleges of the Twin Cities
  - Augsburg University
  - College of St. Catherine
  - Hamline University
  - Macalester College
  - University of Saint Thomas
- Minnesota State Colleges and Universities System
  - Bemidji State University
  - Metropolitan State University
  - Minnesota State University, Mankato
  - Minnesota State University Moorhead
  - St. Cloud State University
  - Southwest Minnesota State University
  - Winona State University
- University of Minnesota System
  - University of Minnesota Crookston
  - University of Minnesota Duluth
  - University of Minnesota, Morris
  - University of Minnesota

## Private Hochschulen

### Non-Profit-Hochschulen
- Adler Graduate School
- Bethany Lutheran College
- Bethel University
- Carleton College
- College of Saint Benedict/Saint John’s University
- College of St. Scholastica
- College of Visual Arts
- Concordia College, Moorhead
- Concordia University, Saint Paul
- Crossroads College
- Gustavus Adolphus College
- Hamline University
- Martin Luther College
- Minneapolis College of Art and Design
- North Central University
- Northwestern College
- Oak Hills Christian College
- Pillsbury Baptist Bible College
- Saint Mary’s University of Minnesota
- St. Olaf College
- University Center Rochester
- William Mitchell College of Law

### For-Profit-Hochschulen
- Brown College
- Capella University
- Crossroads College
- Crown College
- Dunwoody College of Technology
- National American University
- Rasmussen College
- Walden University